# 烏西雅

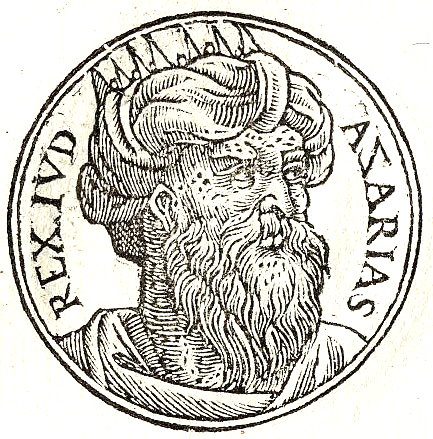
烏西雅

烏西雅（Uzzîyāhū；前806年—前740年）天主教譯為烏齊雅，意思是「耶和華是我的力量」。或稱亞撒利雅（Azariah，拉丁語：Azarias）天主教譯為阿匝黎雅，意思是「耶和華（已）幫助」。是古代中東國家南猶大王國的第十任君主。他的父親是亞瑪謝。王后是耶路莎（Jerusha），撒督的女兒，生下約坦。

## 登年早期
亞撒利雅在位的年期，目前歷史上有兩種講法：
1. 費毅榮（英语：Edwin R. Thiele）認為是從前781年到前740年；
2. 威廉·奧爾布賴特（英语：William F. Albright）認為是從前783年到前742年。

## 聖經相關章節
- 《列王紀下》第15章1-7節
- 《歷代志下》第26章